# Doktor Caligaris Kabinet
Doktor Caligaris Kabinet er en tysk stumfilm fra 1920 af Robert Wiene.

## Medvirkende
- Werner Krauss som Caligari
- Conrad Veidt som Cesare
- Friedrich Fehér som Francis
- Lil Dagover som Jane
- Hans Heinz v. Twardowski som Alan
- Rudolf Lettinger som Olsen